# تپه قلای علی داوود
تپه قلای علی داوود مربوط به عصر برنز - است و در شهرستان ثلاث باباجانی، بخش مرکزی، روستای حلول واقع شده و این اثر در تاریخ ۴ خرداد ۱۳۸۴ با شمارهٔ ثبت ۱۱۸۰۴ به‌عنوان یکی از آثار ملی ایران به ثبت رسیده است.